# Thảm

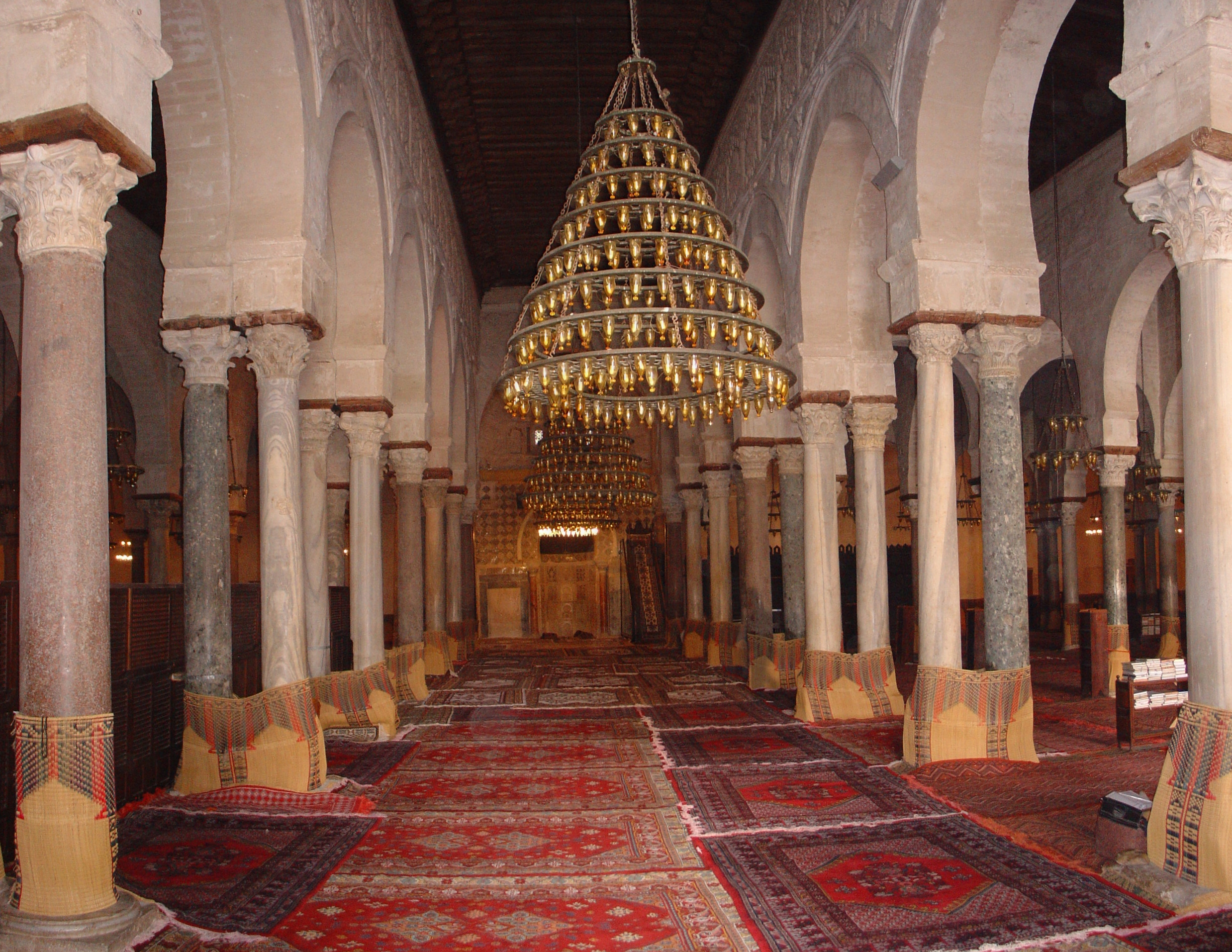
Thảm bao phủ Great Mosque of Kairouan (Mosque of Uqba), Tunisia.

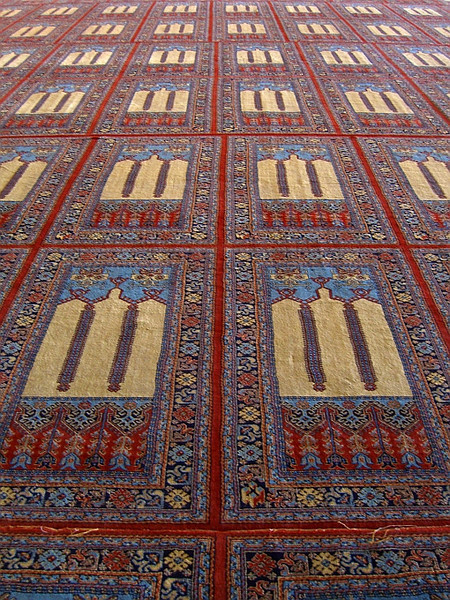
The Sultan Ahmet Camii Prayer Carpet Saph. "The Blue Mosque", Istanbul, Thổ Nhĩ Kỳ năm 2006

Thảm là một chất liệu phủ sàn nhà bao gồm hai lớp gắn liền nhau. Lớp trên thường làm từ lông cừu hoặc sợi nhân tạo như polypropylene, nylon hoặc polyester và thường bao gồm các búi xoắn được xử lý nhiệt để duy trì cấu trúc của chúng. Thảm được chia ra làm hai dòng là thảm công nghiệp và thảm dệt tay.
Thuật ngữ "rug" thường được sử dụng thay thế cho thuật ngữ "carpet", mặc dù thuật ngữ "carpet" có thể được áp dụng cho sàn bao phủ toàn bộ ngôi nhà, trong khi "rug" thường không lớn hơn một phòng, và theo truyền thống thậm chí không trải dài từ bức tường này sang bức tường khác, và thường không được gắn vào như một phần của sàn nhà.
Thảm được sử dụng cho nhiều mục đích khác nhau, bao gồm cách nhiệt chân của một người từ gạch lạnh hoặc sàn bê tông, làm cho căn phòng trở nên thoải mái hơn khi ngồi trên sàn nhà (ví dụ như khi chơi với trẻ em hoặc như một tấm thảm cầu nguyện), giảm âm thanh từ việc đi bộ (đặc biệt là trong các tòa nhà chung cư) và thêm trang trí hoặc màu sắc cho một căn phòng.
Thảm có thể được làm bằng bất kỳ màu nào bằng cách sử dụng các sợi nhuộm khác nhau. Thảm có thể có nhiều loại hoa văn và họa tiết khác nhau được sử dụng để trang trí bề mặt. Trong những năm 2000, thảm được sử dụng trong các cơ sở công nghiệp và thương mại như cửa hàng bán lẻ và khách sạn và trong nhà riêng.
Trong những năm 2010, một loạt thảm viên (thảm có mẫu nhỏ) và thảm khổng lồ có sẵn ở nhiều mức giá và chất lượng, từ thảm tổng hợp, rẻ tiền được sản xuất hàng loạt trong các nhà máy và được sử dụng trong các tòa nhà thương mại cho đến thảm len đan tay đắt tiền được sử dụng riêng tư nhà của những gia đình giàu có.
Thảm có thể được sản xuất trên một khung dệt khá giống với vải dệt, được làm bằng vải kim, thắt nút bằng tay (trong thảm phương Đông), được làm bằng cọc của chúng được bơm vào một vật liệu lót (gọi là búi), dệt phẳng, được làm bằng cách móc len hoặc bông qua các mắt lưới bằng vải cứng hoặc thêu. Thảm thường được làm ở chiều rộng 12 feet (3,7 m) và 15 feet (4,6 m) ở Mỹ, 4 m và 5 m ở châu Âu.
Từ thế kỷ 20, khi cần thiết cho thảm treo tường, các chiều rộng khác nhau của thảm có thể được nối với nhau bằng một đường nối sắt và băng keo (trước đây nó được khâu lại với nhau) và cố định vào sàn trên một lớp lót có đệm đinh, dải dính (được biết đến ở Anh là thanh kẹp), chất kết dính, hoặc đôi khi là thanh cầu thang kim loại trang trí. Thảm treo tường được phân biệt với  thảm trải sàn, là những tấm trải sàn lỏng lẻo, vì thảm treo tường được cố định vào sàn và bao phủ một diện tích lớn hơn nhiều.